# シヴァージ・ガネーサン
シヴァージ・ガネーサン（Sivaji Ganesan、1928年10月1日 - 2001年7月21日）は、インドのタミル語映画で活動した俳優、映画プロデューサー。インドで最も偉大な俳優の一人に挙げられ、後年の俳優の演技に最も大きな影響を与えた俳優にも挙げられている。また、様々な役柄を演じたことから、「ナディガル・ティラガム（Nadigar Thilagam、俳優の誇り）」の通称でも知られている。50年以上のキャリアの中で288本のヒンディー語映画・タミル語映画・テルグ語映画・マラヤーラム語映画・カンナダ語映画に出演しており、このうち250本がタミル語映画だった。
タミル語映画を象徴する俳優とされており、『ロサンゼルス・タイムズ』はガネーサンの死去に際して「南インド映画界のマーロン・ブランド」と評し、彼の功績を称えている。1995年にインド人俳優として初めて芸術文化勲章（シュヴァリエ）を授与され、1997年にはインド映画界で最も権威のあるダーダーサーヘブ・パールケー賞を受賞した。このほかに国家映画賞、フィルムフェア賞 南インド映画部門、タミル・ナードゥ州映画賞も受賞している。

## 生涯

### 生い立ち
1928年10月1日、ヴィリュップラムで暮らすチンナイヤ・マンラヤルとラージャマニ・アンマルの四男として生まれる。ガネーサンはキャリアの初期に「V・C・ガネーサン（V. C. Ganesan）」名義で活動しており、一般的には「V」について「故郷のヴィリュップラム（Villupuram）から引用したもの」とされているが、ガネーサンの長男ラームクマール・ガネーサンは「一族の出身地であるヴェッタイティダル村（Vettaithidal）からの引用」と主張している。彼は7歳の時に舞台巡業の一団に参加することを決意したが、この決断に関して父の同意は得ていなかった。10歳の時にティルチラーパッリに移住し、近隣のサンギリヤンダプラムで活動する劇団に参加し、劇団のトレーナーから演技と舞踏の技術を学んだ。この時期に学んだ舞踏としてバラタナティヤム、カタックダンス、マニプリがある。ガネーサンはチンナ・ポンヌサーミ・パダヤチから演技の技術を学び、彼について「舞台演劇は、私にすべてのことを教えてくれました。私は師（チンナ・ポンヌサーミ・パダヤチ）からバラタナティヤム、演技、ボディランゲージ、そしてあらゆることを教わりました。パダヤチは優れた舞台俳優であり、私はアーシュラムのような雰囲気の中で彼から技術を学びました」と語っている。
ガネーサンは長台詞を容易に覚えることができたため、間もなく舞台で主役を任されるようになったという。彼はC・N・アンナドゥライが脚本を手掛けた『Shivaji Kanda Hindu Rajyam』でシヴァージー役を演じたことをきっかけに、ペリヤール主催のイベントの場で「シヴァージ」の愛称を与えられた。これ以降、ガネーサンは周囲から「シヴァージ（Sivaji）」と呼ばれるようになった。

### キャリア

#### 俳優

##### 1950年代
1952年にクリシュナン＝パンジュの『Parasakthi』で映画デビューし、パンダリ・バーイーと共演した。同作は興行的に大きな成功を収め、複数の劇場で上映日数が175日間を記録し、62の上映センターで上映日数が50日間を越え、スリランカに拠点を置くマイラン劇場では40週間近く上映された。映画は配給会社ナショナル・ピクチャーズのP・A・ペルマルが、AVMプロダクションのA・V・メイヤッパンの支援を得て『Parasakthi』の映画化権を取得したことで製作された。キャスティングに際し、ペルマルは同名の舞台演劇でヌール・ジャハーンを演じたガネーサンに感銘を受けて『Parasakthi』に起用し、ペルマルから航空券のチケットを受け取ったガネーサンは、1950年にマドラスに向かいスクリーンテストを受けた。彼は同時期に『Paradesi』の撮影にも参加しており、こちらが映画デビュー作になる予定だったが、ペルマルが『Paradesi』のプロデューサーのアンジャリ・デーヴィに直談判した結果、『Parasakthi』の方が先に公開されることが決まり、同作がガネーサンのデビュー作になった。
『Parasakthi』は興行的には成功したが、ガネーサンのキャリアにとっては好調なスタートではなかった。撮影中にメイヤッパンは、ガネーサンの「細過ぎる体型」に不満を感じ、K・R・ラーマサーミと交代させることを検討していた。ペルマルが反対したためガネーサンが続投することになり、メイヤッパンも最終的には映画の出来栄えに満足したという。ガネーサンの希望で撮り直したシーンが複数あり、彼には出演料として月給250ルピー（1952年当時換算で52.5ドル）が支給された。映画の脚本はM・カルナーニディ（後のタミル・ナードゥ州首相）が手掛けている。古典舞踏を学んでいたガネーサンは「ナヴァラサ」を効果的に表現することに長けていたため、1950年代にはタミル語映画を代表する人気俳優の地位を確立した。また、彼が得意とした詩のような長台詞を明瞭に語る台詞回しも批評家から高い評価を得ていた。
ガネーサンが台頭した背景には二つの要因が挙げられる。第一に、1940年代から1950年代にかけてのタミル語映画はテルグ人が主要キャストを務めていたが、これに対してタミル語の長台詞を得意とするガネーサンに彼らが太刀打ちできなかったことが挙げられる。第二に、1950年代からC・N・アンナドゥライやM・カルナーニディが主導するドラヴィダ人運動が活発化していたことが挙げられる。彼らは脚本家として映画にドラヴィダ文化を取り入れることで大衆の支持を獲得しており、こうした背景の中で登場したガネーサンは大衆から好意的に受け入れられ、間もなく人気俳優の地位を確立した。
1954年に出演した『Andha Naal』は歌曲シーンがなく、ガネーサンはアンチヒーローを演じて人気を集め、国家映画賞 タミル語長編映画賞を受賞した。同年に出演した『Koondukkili』では、M・G・ラーマチャンドランが演じる主人公と敵対する役を演じている。1958年に出演した『Uthama Puthiran』では初めて一人二役を演じ、インド映画で初めてズーム技法を使用して撮影された。1959年に『Veerapandiya Kattabomman』に出演し、1960年にカイロで開催されたアフロ＝アジアン映画祭で男優賞を受賞した。インド人俳優が国外で男優賞を受賞したのは、ガネーサンが初である。

##### 1960/70年代
ガネーサンは数多くのタミル語映画に出演し、人気と才能を兼ね備えたタミル女優と何度も共演している。1960年代には『Palum Pazhamum』『Irumbu Thirai』『Padikkadha Medhai』『Paava Mannippu』『Padithal Mattum Podhuma』『Aalayamani』『Iruvar Ullam』『Annai Illam』『Aandavan Kattalai』『Kappalottiya Thamizhan』『Mahabharat』『Kai Kodutha Deivam』『Puthiya Paravai』などに出演した。1961年には『Pasamalar』でサヴィトリと共演し、2人の共演作の中で最も評価の高い作品に挙げられる。同作は興行的に成功を収め、公開後は『Mullum Malarum』のような類似したテーマの作品が数多く製作された。100本目の出演作となる『Navarathri』では9役を演じ、ガネーサンのキャリアの中で最も評価の高い作品の一つに挙げられる。
1965年に出演した『Thiruvilaiyadal』ではシヴァを演じ、批評家から高い評価を得た。ガネーサンは商業映画、神話映画、実験的映画に数多く出演し、『Thiruvilaiyadal』『Thiruvarutchelvar』『Saraswathi Sabatham』『Thirumal Perumai』『Thillana Mohanambal』は批評家から絶賛された。これらの映画ではティルプール・クマランやバガト・シンなどの独立運動指導者、カルナやバラタ、ナーラダ、アッパル、ナーヤンマール、アールヴァールなどの神話上の人物を演じている。
1970年に出演したヒンディー語映画『Dharti』でラージェーンドラ・クマールと共演した。同作は1969年の主演作『Sivandha Mann』のリメイクであり、ガネーサンはオリジナル版でR・ムトゥラーマンが演じた役を演じている。ガネーサンはクリシュナン＝パンジュ、T・R・スンダラム、T・R・ラーマンナ、A・P・ナーガラージャン、L・V・プラサード、B・R・パントゥル、T・プラカーシュ・ラーオ、D・ヨーガナンド、A・ビームシン、K・シャンカル、C・V・シュリーダル、A・C・ティルロークチャンダル、P・マーダヴァン、K・S・ゴーパーラクリシュナン、ムクター・シュリニヴァサン、C・V・ラージェーンドラン、K・ヴィジャヤンの監督作品に出演し、様々な役を演じている。
1960年代から1970年代にかけてヒット作に恵まれ、この時期の代表作には『Vasantha Maligai』『Gauravam』『Thangappathakkam』『Satyam』が挙げられる。ガネーサンの主演作の多くはスリランカでも人気を集め、『Pilot Premnath』や『Mohana Punnagai』はスリランカで撮影され、ヒロインにはマリニ・フォンセカやギータ・クマラシンゲなどのスリランカ映画女優が起用された。1979年にはラージクマールが主演したカンナダ語映画『Shankar Guru』をリメイクした『Thirisoolam』に出演し、同作が200本目の出演作となった。

##### 1980/90年代
1985年に出演した『Muthal Mariyathai』でフィルムフェア賞 タミル語映画部門主演男優賞を受賞し、1992年にカマル・ハーサンと共演した『Thevar Magan』では国家映画賞 審査員特別賞を受賞している。1990年代には『Pasumpon』『Once More』『En Aasai Rasave』『Mannavaru Chinnavaru』などに出演し、『Oru Yathramozhi』ではモーハンラールと共演した。遺作は1999年9月に公開された『Pooparika Varugirom』となっているが、生前最後に撮影に参加した作品は同年4月に公開された『パダヤッパ いつでも俺はマジだぜ!!』である。

#### 慈善活動家
ガネーサンは災害復興や教育振興のために経済支援を行っていた。1960年にマドラス州首相K・カマラージが正午の食事プランを導入した際に10万ルピーを事業のために寄付しており、貧困層支援のために州内務大臣P・カッカンに80グラムの金を寄付し、さらにサレム・ネルー・オーディトリアムで上演した演劇『Thanga Padhakkam』の収益を全額寄付した。また、イギリス植民地支配の抵抗運動指導者ヴィーラ・パーンディヤ・カッタボンマンが処刑されたカヤタルの処刑場跡地を購入し、同地にカッタボンマンの銅像を私財を投じて建立している。このほかにヴェンカテーシュワラ寺院やブリハディーシュヴァラ寺院など多くの寺院に象を寄付している。

#### 政治家

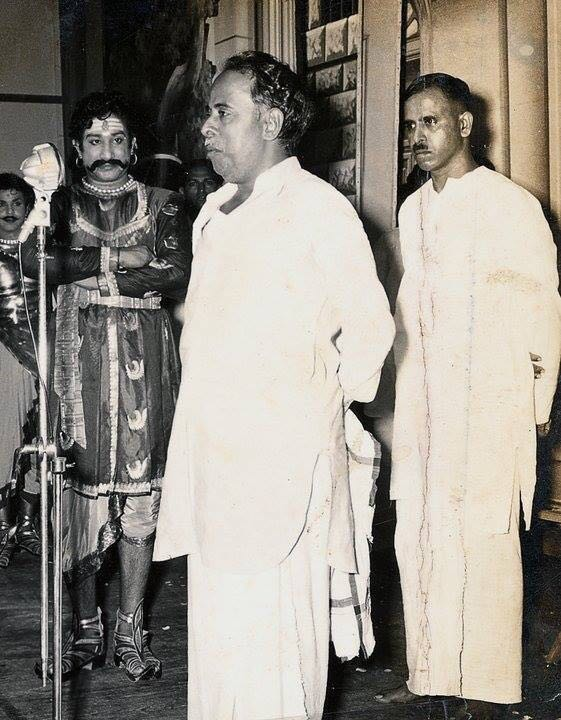
タミル・ナードゥ州首相C・N・アンナドゥライの演説に同席するシヴァージ・ガネーサン、シャクティ・T・K・クリシュナサーミ

ガネーサンの政治キャリアは、ドラヴィダ人協会の活動家として始まった。その後、1949年にC・N・アンナドゥライが結党したドラーヴィダ進歩党（DMK）に参加し、1956年まで党員として活動していた。1955年にガネーサンは「寺院への訪問を禁止する」というDMKの方針を破りヴェンカテーシュワラ寺院を訪問したことで「合理主義の価値観に反する」として除名処分を受け、その後はタミル国民党に合流した。同党は最終的にインド国民会議に吸収合併され、ガネーサンはK・カマラージを支持するようになった。その後、ガネーサンは有力な支持者として知られるようになり、その知名度からインド国民会議タミル・ナードゥ州支部のメンバーになるように要請された。また、インディラ・ガンディーの後ろ盾を得て連邦下院議員に就任して中央政界で活動するが、1984年にインディラ・ガンディー暗殺事件が発生した後に中央政界から去った。
1987年に全インド・アンナー・ドラーヴィダ進歩党（AIADMK）創設者でタミル・ナードゥ州首相を務めていたM・G・ラーマチャンドランが死去し、AIADMKはラーマチャンドランの妻V・N・ジャーナキ・ラーマチャンドランが率いる一派と、タミル女優J・ジャヤラリターが率いる一派に分裂した。分裂騒動に関し、インド選挙管理委員会は双方をAIADMKの正当な組織とは認めなかったが、そんな中でタミル・ナードゥ州議会のインド国民会議はジャヤラリター派との連携を決定した。これに対し、ガネーサンは党の決定に反対して自身の支持者と共にインド国民会議を離党し、1988年2月10日にタミル進歩連盟を結成しており、彼は党の存在を宣伝するために『En Thamizh En Makkal』を製作した。同党はスリランカ内戦におけるインド平和維持軍の活動について「軍の目的はタミル・イーラム解放のトラ（LTTE）と、最高指導者ヴェルピライ・プラバカランの排除にある」と主張し、インド政府に対しても「前提条件なしにLTTEと交渉を行うべき」と主張したため、LTTEの一派だと認識されていた。1989年に実施された選挙ではV・N・ジャーナキ・ラーマチャンドランを支持したことで、ジャーナキ派の敗北に巻き込まれてタミル進歩連盟は州議会における全議席を失い、ガネーサン自身もティルヴァイヤル選挙区に出馬したが、DMK候補者のドゥライ・チャンドラシェーカランに1万643票差で敗れた。その後はヴィシュワナート・プラタープ・シンが率いるジャナタ・ダルに参加してタミル・ナードゥ州党支部長を務めたが、1993年に政治活動を引退した。

### 死去
2001年7月1日、ガネーサンは呼吸器系の病気を患いチェンナイのアポロ病院に入院した。また、彼は10年前から心臓の病気も患っていた。3か月後には73歳の誕生日を祝福するイベントが予定されていたが、同月21日午後7時45分に死去した。死後、ガネーサンの功績を称えるドキュメンタリー映画『Parasakthi Muthal Padayappa Varai』が製作されたほか、彼の葬儀は国葬形式で執り行われた。国葬の様子はサンテレビで生中継されて数千人が視聴し、多くの政治家や南インド映画界の著名人が参列した。葬儀は長男ラームクマールが取り仕切り、遺体はベサント・ナガルの火葬場で火葬された。ナディガル・サンガム会長のヴィジャヤカーントが先導するガネーサンの葬列は10キロメートルにも及び、沿道には数千人のファンが押し寄せ、周辺の住宅の屋根も群衆によって埋め尽くされていたという。

## 家族
ガネーサンには兄が3人、姉が1人いた。1952年5月1日にカマラと結婚し、彼女との間に4人の子供をもうけた。長男ラームクマールはプロデューサーとして活動しており、ガネーサンが設立した映画製作会社シヴァージ・プロダクションの経営を引き継いでいる。次男プラブは俳優として活動しており、このほかに2人の娘（シャンティ、テンモジ）がいる。また、孫のヴィクラム・プラブとドゥシャント・ラームクマールも俳優として活動しており、ドゥシャントは「ジュニア・シヴァージ（Junior Sivaji）」の芸名を使用している。

## 評価

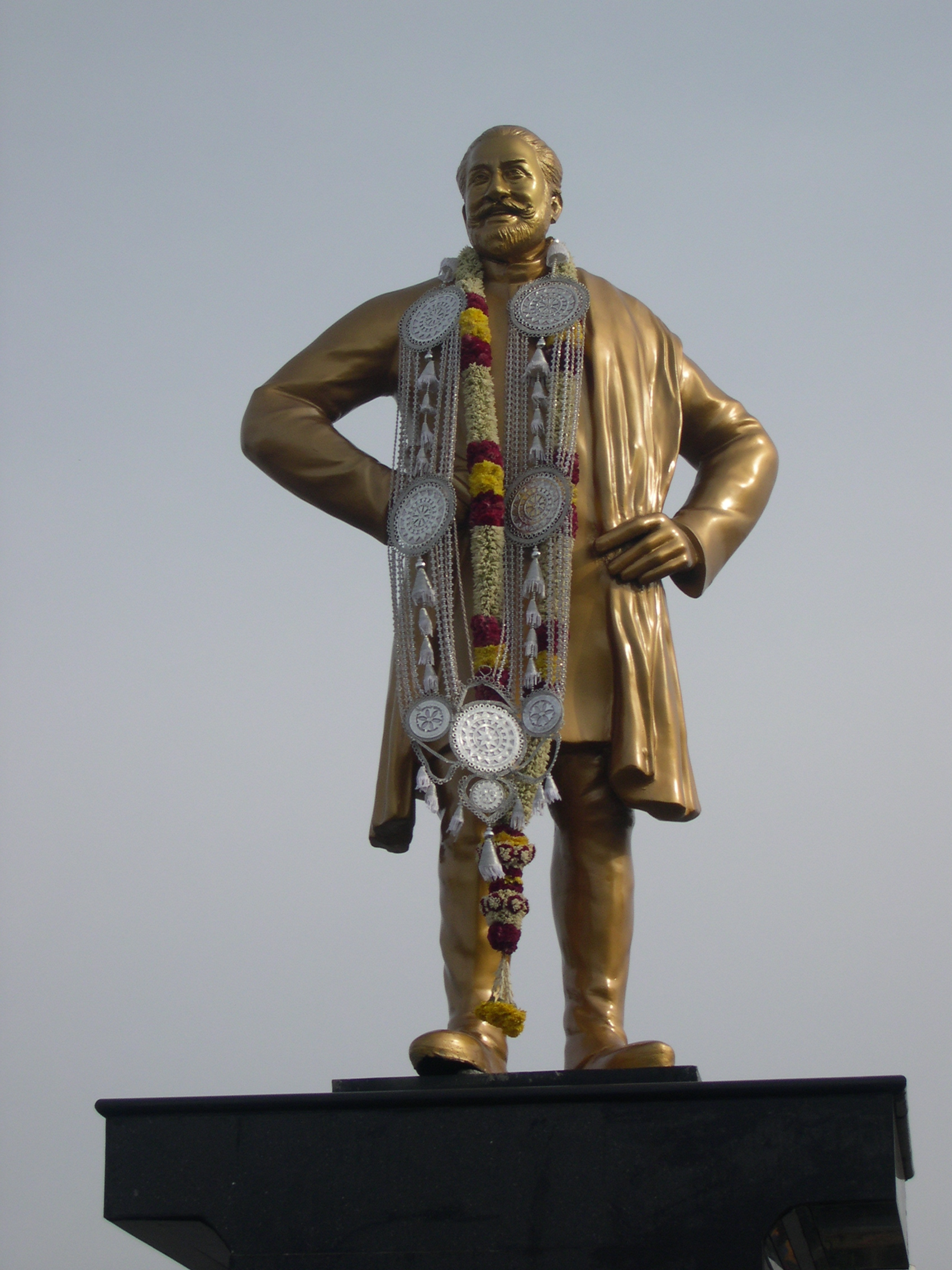
チェンナイにあるシヴァージ・ガネーサン像

ガネーサンはインド映画史上最高の俳優の一人に挙げられる。彼は南インド映画の俳優たちに最も大きな影響を与えた俳優として知られ、ボディランゲージと美声、台詞回しが賞賛の対象となっている。また、様々な役柄を演じ分ける才能を持ち、『Palum Pazhamum』では盲目の男、『Bhaaga Pirivinai』では身体障害者の役を演じている。『Navarathri』では様々な階層の人物を9役演じ、それぞれの役柄に応じた演技（ボディランゲージ、声、表情）を披露している。このほかにも『Deiva Magan』の強面の男、『Puthiya Paravai』の殺人鬼、『Andha Naal』の売国奴など多くの役柄を演じ、後続の作品に影響を与えた。
エジプト大統領ガマール・アブドゥル＝ナーセルがインドを訪問した際、ガネーサンはインド首相ジャワハルラール・ネルーからナーセルの歓迎パーティーを主催する権利を与えられた。これはガネーサンにのみ与えられた権利であり、歓待されたナーセルは南インドの文明・文化を取り入れた記念品を贈られた。また、ガネーサンはアメリカ合衆国連邦政府が主導する文化交流プログラムを利用してアメリカを訪れた最初のインド人文化人である。1962年にアメリカ合衆国大統領ジョン・F・ケネディの招きで訪米したガネーサンは現地で文化大使の役割を担い、ナイアガラフォールズを訪問した際には名誉市長に任命され、黄金の鍵を贈られた。この名誉を贈られたインドは、ジャワハルラール・ネルーに続いてガネーサンが2人目である。1976年3月22日にモーリシャス首相シウサガル・ラングーラムの招きに応じたガネーサンはモーリシャスを訪問して4日間滞在し、独立記念式典に招待されるなど国賓として歓迎された。1995年6月にはオハイオ州コロンバスを訪問し、晩餐会に正体されたガネーサンはコロンバス市長グレッグ・ラシュトカから名誉市民の称号を授与された。また、同日にコロンバス・タミル人協会が設立され、ガネーサンは名誉会長に任命された。
ガネーサンの死後、ポンディシェリ連邦直轄領では彼の功績を称えるため、2006年2月12日にインド国内で初めて彼の銅像が建立され、連邦直轄領首相N・ランガスワーミ主催の下で除幕式が執り行われた。ポンディシェリに続き、6月30日にはチェンナイにもガネーサンの銅像が建立され、州首相M・カルナーニディ主催の下で除幕式が執り行われた。2017年には2800万ルピーの費用を投じたシヴァージ・ガネーサン記念館がチェンナイ南部のアディヤルに建設された。記念館はタミル様式で建設され、敷地内には2006年にマリーナ・ビーチに建立されたガネーサンの銅像が移設されている。2021年10月1日にGoogleはガネーサン生誕93周年を記念して、インド版のホームページに彼のGoogle Doodleを表示している。

## 受賞歴

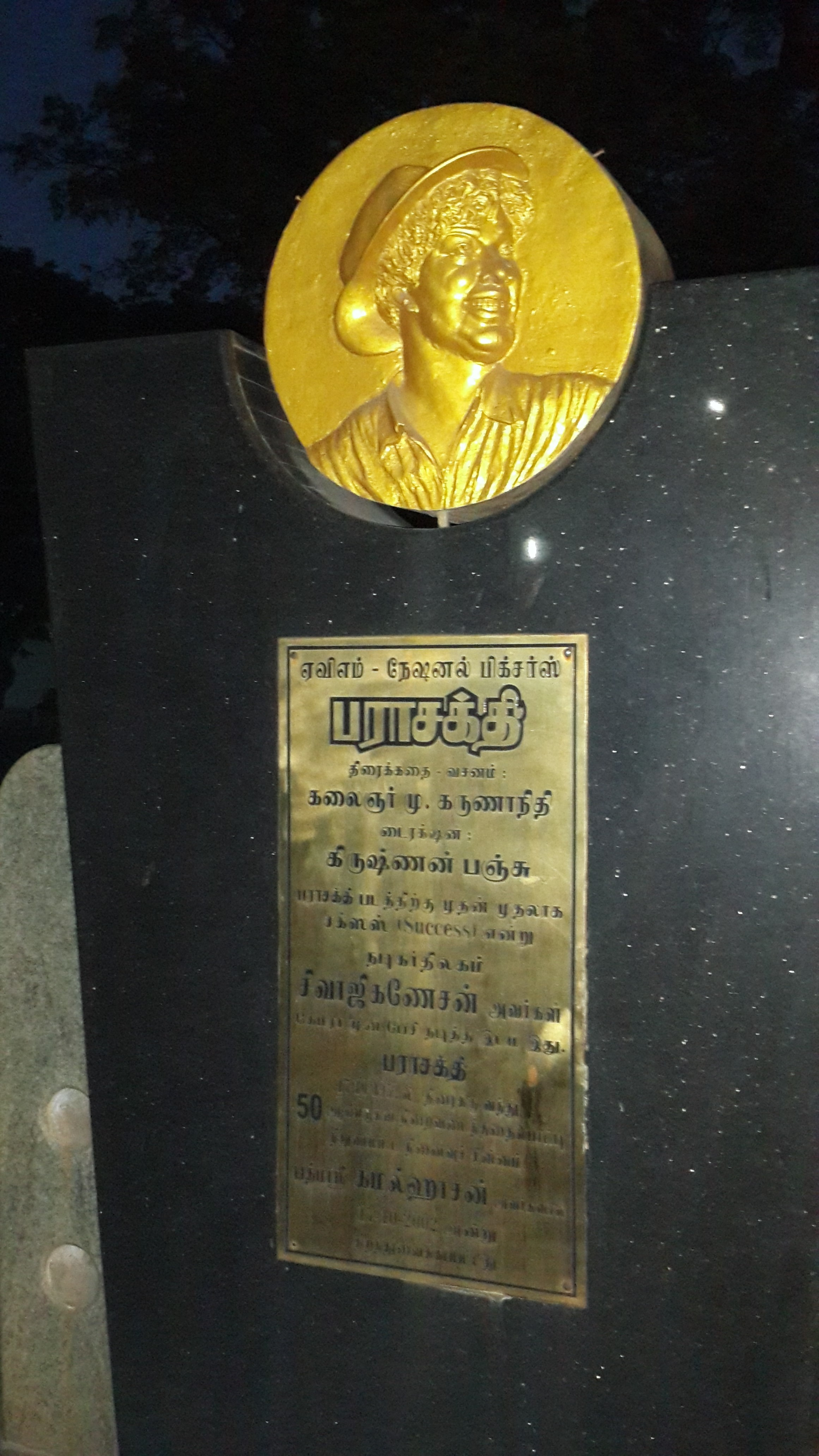
AVMスタジオにあるシヴァージ・ガネーサンの記念碑

| 年                                | 部門                           | 作品                         | 結果 | 出典                        |
| 栄典                              | 栄典                           | 栄典                         | 栄典 | 栄典                        |
| --------------------------------- | ------------------------------ | ---------------------------- | ---- | --------------------------- |
| 1962年                            | カライマーマニ賞               | N/A                          | 受賞 | [ 83 ]                      |
| 1966年                            | パドマ・シュリー勲章           | N/A                          | 受賞 | [ 48 ] [ 84 ]               |
| 1984年                            | パドマ・ブーシャン勲章         | N/A                          | 受賞 | [ 48 ] [ 84 ]               |
| 1995年                            | 芸術文化勲章                   | N/A                          | 受賞 | [ 18 ] [ 48 ] [ 26 ] [ 85 ] |
| 名誉学位                          |                                |                              |      |                             |
| 1986年                            | アンナーマライ大学             | N/A                          | 受賞 |                             |
| 国家映画賞                        |                                |                              |      |                             |
| 1993年                            | 審査員特別賞                   | 『Thevar Magan』             | 受賞 | [ 46 ]                      |
| 1997年                            | ダーダーサーヘブ・パールケー賞 | N/A                          | 受賞 | [ 26 ] [ 48 ] [ 84 ]        |
| フィルムフェア賞 南インド映画部門 |                                |                              |      |                             |
| 1973年                            | タミル語映画部門主演男優賞     | 『Gnana Oli』                | 受賞 | [ 86 ]                      |
| 1974年                            | タミル語映画部門主演男優賞     | 『Gauravam』                 | 受賞 | [ 86 ]                      |
| 1986年                            | タミル語映画部門主演男優賞     | 『Muthal Mariyathai』        | 受賞 | [ 87 ] [ 88 ]               |
| 1986年                            | 生涯功労賞                     | N/A                          | 受賞 | [ 87 ] [ 88 ]               |
| タミル・ナードゥ州映画賞          |                                |                              |      |                             |
| 1969年                            | 主演男優賞                     | 『Deiva Magan』              | 受賞 |                             |
| 1970年                            | 作品賞                         | 『Vietnam Veedu』            | 受賞 |                             |
| 1989年                            | MGR賞                          | N/A                          | 受賞 |                             |
| ナンディ賞                        |                                |                              |      |                             |
| 1998年                            | NTRナショナル・アワード        | N/A                          | 受賞 | [ 89 ]                      |
| アフロ＝アジアン映画祭            |                                |                              |      |                             |
| 1960年                            | 男優賞                         | 『Veerapandiya Kattabomman』 | 受賞 | [ 26 ] [ 48 ] [ 84 ]        |

## 伝記
- Ganesan, Sivaji (2007). Enathu Suya Sarithai [Autobiography of an Actor: Sivaji Ganesan, October 1928 – July 2001]. Sivaji Prabhu Charities Trust